# Circuit de Saône-et-Loire
Le Circuit de Saône-et-Loire est une course cycliste par étapes disputée au mois d'avril dans le département de Saône-et-Loire, en Bourgogne-Franche-Comté. Organisée par le club Creusot Cyclisme, elle fait partie du calendrier national de la Fédération française de cyclisme.

## Présentation
Bien que l'organisation considère que l'édition 1965 est la première,, plusieurs autres ont eu lieu par le passé avant les années 1960. En 1947, elle se déroule sous le nom de "Grand Prix du Courrier de la Saône-et-Loire".

## Palmarès
| Année     | Vainqueur              | Deuxième              | Troisième              |
| --------- | ---------------------- | --------------------- | ---------------------- |
| 1927      | Francis Bouillet       | Jean-Baptiste Ogier   | Lazare Venot           |
| 1928-1931 | non disputé            |                       |                        |
| 1932      | Ernest Terreau         | Francis Bouillet      | François Paquet        |
| 1933-1946 | non disputé            |                       |                        |
| 1947      | Jean Bouillot          | Jean Nemo             | Maurice Giroux         |
| 1948      | Georges Martin         | Amédée Rolland        | Joseph Cassagne        |
| 1949-1951 | non disputé            |                       |                        |
| 1952      | Louis Gauthier         | Armand Thévenard      | Jacques Grallien       |
| 1953      | Edmond Benoski         | Marcel Galois         | Maurice Roidot         |
| 1954      | Robert Rion            | Louis Gauthier        | Maurice Roidot         |
| 1955      | Angelo Colinelli       | André Tardivo         | Pierre Scribante       |
| 1956      | Yvon Ramella           | Alexandre Sowa        | Marc Vuillermet        |
| 1957-1964 | non disputé            |                       |                        |
| 1965      | Robert Jankowski       | Georges Ballandras    | Paul Gutty             |
| 1966      | Georges Ballandras     | Serge Di Giusto       | Daniel Abry            |
| 1967      | Michel Bon             | Paul Gutty            | Jacky Chantelouve      |
| 1968      | Peter Buckley          | Jean-Pierre Boulard   | Robert Jankowski       |
| 1969      | François Coquery       | Paul Gutty            | Georges Ballandras     |
| 1970      | Georges Ballandras     | Ferdinand Julien      | Maurice Frasconi       |
| 1971      | Hennie Kuiper          | Jean-Louis Michaud    | Jean-Pierre Beudet     |
| 1972      | Cees Priem             | Georges Ballandras    | Patrick Cluzaud        |
| 1973      | Jacques Marquette      | Patrick Cluzaud       | Henri Chavy            |
| 1974      | Richard Pianaro        | Jacques Marquette     | Rudolf Michalsky (de)  |
| 1975      | Toine van den Bunder   | Bernard Vallet        | Dino Bertolo           |
| 1976      | Alexandre Gussiatnikov | Nikolaï Gorelov       | Sergueï Morozov        |
| 1977      | Joël Millard           | Robert Jankowski      | Robert Ducreux         |
| 1978      | Michel Delolme         | Pascal Simon          | Gérard Dessertenne     |
| 1979      | Jacques Dumortier      | Michel Zuccarelli     | Régis Roqueta          |
| 1980      | Gérard Dessertenne     | Jean-François Jurain  | Raymond Blanchot       |
| 1981      | Vincent Lavenu         | Vincent Brucci        | René Forestier         |
| 1982      | Rémi Perciballi        | Sławomir Oskwarek     | Bernard Robert         |
| 1983      | Jean-François Bernard  | Jean-Louis Peillon    | Gérard Dessertenne     |
| 1984      | Franck Pineau          | Étienne Néant         | Thierry Lavergne       |
| 1985      | Philippe Magnien       | Gérard Dessertenne    | Patrick Kermarec       |
| 1986      | Yves Bonnamour         | Christian Levavasseur | Thierry Casas          |
| 1987      | Thierry Barrault       | Christophe Manin      | Patrick Vallet         |
| 1988      | Philippe Magnien       | Thierry Bourguignon   | Jean-Michel Audren     |
| 1989      | Laurent Pillon         | Christophe Manin      | Philippe Magnien       |
| 1990      | Richard Szostak        | Denis Leproux         | Olivier Bournot        |
| 1991      | Denis Leproux          | Thomas Bay            | Philippe Dalibard      |
| 1992      | Christophe Faudot      | Hervé Arsac           | Andreas Langl (en)     |
| 1993      | Miika Hietanen         | Stéphane Goubert      | Jacek Bodyk            |
| 1994      | Jean-Yves Duzellier    | Jean-Paul Garde       | Franck Ramel           |
| 1995      | Éric Frutoso           | Marc Thévenin         | Hervé Arsac            |
| 1996      | Éric Drubay            | Christophe Leroscouet | Gilles Pauchard        |
| 1997      | Christophe Oriol       | Benoît Luminet        | Raphaël Martinez       |
| 1998      | Ludovic Turpin         | Frédéric Ruberti      | Denis Leproux          |
| 1999      | Nicolas Dumont         | David Pagnier         | Bertrand Mercier       |
| 2000      | Éric Drubay            | Marc Thévenin         | Alexandre Grux         |
| 2001      | Marc Thévenin          | Gilles Zech           | Pascal Pofilet         |
| 2002      | Jérémie Dérangère      | Emmanuel Granat       | Shinichi Fukushima     |
| 2003      | Olivier Grammaire      | Olivier Maignan       | Patrick McCarty        |
| 2004      | Cédric Coutouly        | Gaël Moreau           | Jonathan Rosenbrier    |
| 2005      | Jérémie Dérangère      | Médéric Clain         | Franck Brucci          |
| 2006      | Clément Lhotellerie    | Maxim Gourov          | Evgueni Sokolov        |
| 2007      | Nicolas Fritsch        | Nicolas Inaudi        | Jean-Christophe Péraud |
| 2008      | Jérémie Dérangère      | Miculà Dematteis      | Andrius Buividas       |
| 2009      | Cédric Jeanroch        | Arthur Vichot         | Sylvain Georges        |
| 2010      | Yohan Cauquil          | Christophe Laborie    | Romain Villa           |
| 2011      | Thomas Lebas           | Frédéric Talpin       | Sébastien Grédy        |
| 2012      | annulé                 |                       |                        |
| 2013      | Frédéric Talpin        | Jérôme Mainard        | Jérémy Fabio           |
| 2014,     | Édouard Lauber         | Tomasz Olejnik        | Jérémy Maison          |
| 2015      | Anthony Perez          | François Bidard       | Romain Campistrous     |
| 2016      | Žydrūnas Savickas      | Sylvain Georges       | Benjamin Dyball        |
| 2017-2023 | annulé,                |                       |                        |
| 2024      | Alexandre Jamet        | Arnaud Tissières      | Joris Chaussinand      |
| 2025      | Tristan Delacroix      | Victor Loulergue      | Antoine Raugel         |